# Katalas
Enzymet katalas finns i vävnader hos både växter och djur, bland annat i människans saliv. Det katalyserar reaktionen där väteperoxid omvandlas till syrgas och vatten. Det är ett mycket viktigt enzym för att skydda cellen från oxidativ skada av reaktiva syrearter (ROS). Katalas har ett av de högsta omsättningstalen av alla enzymer. En katalasmolekyl kan omvandla miljontals väteperoxidmolekyler till vatten och syre varje sekund.

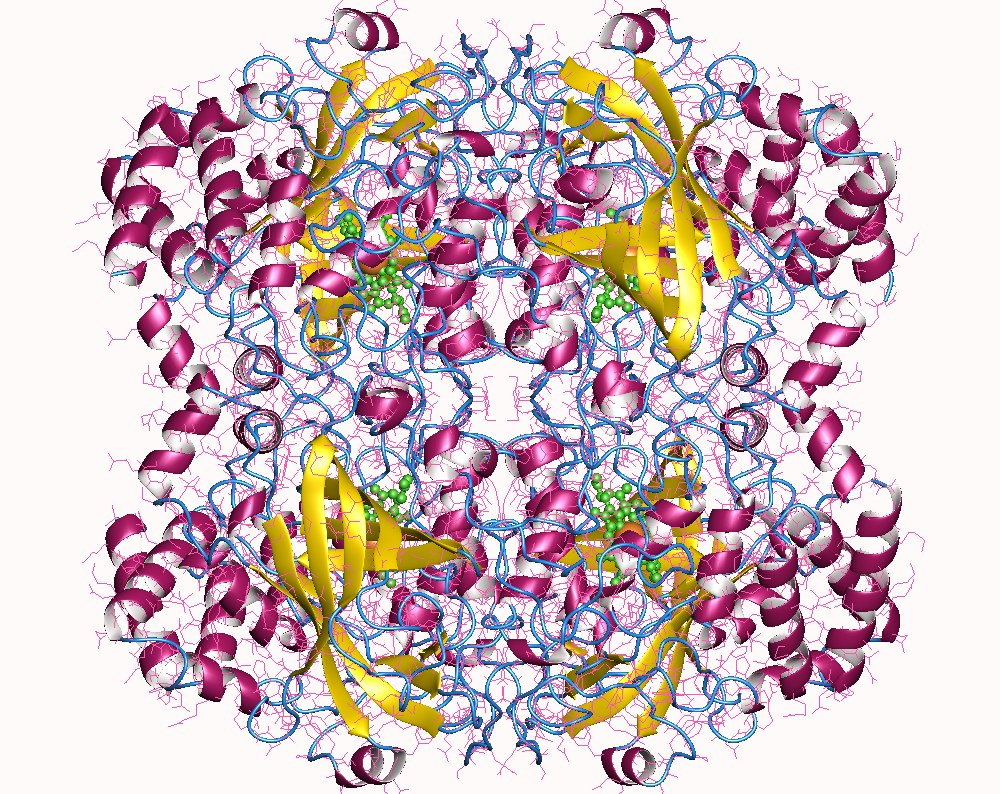
Katalastetramer, Human erytrocyt.

Katalas är en tetramer av fyra polypeptidkedjor, var och en över 500 aminosyror lång. Den innehåller fyra järnhaltiga hemgrupper som låter enzymet reagera med väteperoxid. Det optimala pH-värdet för humant katalas är ungefär 7, och har ett ganska brett maximum: reaktionshastigheten ändras inte nämnvärt mellan pH 6,8 och 7,5. pH-optimum för andra katalaser varierar mellan 4 och 11 beroende på art. Den optimala temperaturen varierar också beroende på art.

## Struktur
Mänskligt katalas bildar en tetramer som består av fyra underenheter, som var och en konceptuellt kan delas in i fyra domäner. Den omfattande kärnan av varje underenhet genereras av en åtta-strängad antiparallell β-pipa (β1-8), med närmaste anslutningsmöjlighet täckt av β-fatloopar på ena sidan och α9-loopar på den andra. En spiralformad domän på ena sidan av β-pipan består av fyra C-terminala helixar (α16, α17, α18 och α19) och fyra helixar härledda från rester mellan β4 och β5 (α4, α5, α6, och a7).Alternativ splitsning kan resultera i olika proteinvarianter. 

## Historik
Katalas märktes första gången 1818 av Louis Jacques Thénard, som upptäckte väteperoxid (H2O2). Thénard antog att dess nedbrytning orsakades av ett okänt ämne. År 1900 var Oskar Loew den första som gav den namnet katalas, och fann den i många växter och djur. År 1937 kristalliserades katalas från nötlever av James B. Sumner och Alexander Dounce och molekylvikten mättes 1938.
Aminosyrasekvensen för bovint katalas bestämdes 1969, och den tredimensionella strukturen 1981.

## Funktion

### Molekylär mekanism
Även om den fullständiga mekanismen för katalas för närvarande inte är känd, tros reaktionen ske i två steg:
H2O2 + Fe(III)-E → H2O + O=Fe(IV)-E(.+)
H2O2 + O=Fe(IV)-E(.+) → H2O + Fe(III)-E + O2
Här representerar Fe()-E järncentrum i hemgruppen som är fäst vid enzymet. Fe(IV)-E(.+) är en mesomerisk form av Fe(V)-E, vilket innebär att järnet inte oxideras fullständigt till +V, utan får en viss stabiliserande elektrondensitet från hemliganden, vilket sedan visas som en radikal katjon (.+).
När väteperoxid kommer in i det aktiva stället interagerar det inte med aminosyrorna Asn148 (asparagin i position 148) och His75, vilket gör att en proton (vätejon) överförs mellan syreatomerna. Den fria syreatomen koordinerar, frigör den nybildade vattenmolekylen och Fe(IV)=O. Fe(IV)=O reagerar med en andra väteperoxidmolekyl för att reformera Fe(III)-E och producera vatten och syre. Järncentrets reaktivitet kan förbättras genom närvaro av fenolatliganden av Tyr358 i den femte koordinationspositionen, vilket kan hjälpa till vid oxidationen av Fe(III) till Fe(IV). Reaktionens effektivitet kan också förbättras genom interaktionerna mellan His75 och Asn148 med reaktionsintermediärer. Nedbrytningen av väteperoxid genom katalas fortskrider enligt första ordningens kinetik, varvid hastigheten är proportionell mot väteperoxidkoncentrationen.
Katalas kan också katalysera oxidationen, genom väteperoxid, av olika metaboliter och toxiner, som formaldehyd, myrsyra, fenoler, acetaldehyd och alkoholer. Det gör det enligt följande reaktion:
H2O2 + H2R → 2H2O + R
Den exakta mekanismen för denna reaktion är inte känd.
Alla tungmetalljoner (såsom kopparkatjoner i koppar(II)sulfat) kan fungera som en icke-konkurrensinhibitor av katalas. Men "Kopparbrist kan leda till en minskning av katalasaktivitet i vävnader, såsom hjärta och lever." Dessutom är giftet cyanid en icke-kompetitiv hämmare av katalas vid höga koncentrationer av väteperoxid. Arsenate fungerar som en aktivator. Tredimensionella proteinstrukturer av de peroxiderade katalasmellanprodukterna finns tillgängliga på Protein Data Bank.

### Cellulär roll
Väteperoxid är en skadlig biprodukt av många normala metaboliska processer och för att förhindra skador på celler och vävnader måste det snabbt omvandlas till andra mindre farliga ämnen. För detta ändamål används katalas ofta av celler för att snabbt katalysera nedbrytningen av väteperoxid till mindre reaktiva gasformiga syre- och vattenmolekyler.
Möss genetiskt modifierade för att sakna katalas är initialt fenotypiskt normala. Emellertid kan katalasbrist hos möss öka sannolikheten för att utveckla fetma, fettlever och typ 2-diabetes. Vissa människor har mycket låga nivåer av katalas (akatalasia), men uppvisar få negativa effekter.
Den ökade oxidativa stressen som uppstår med åldrande hos möss lindras av överuttryck av katalas. Överuttryckande möss uppvisar inte den åldersrelaterade förlusten av spermier, testikelgroddar och Sertoliceller som ses i vildtypsmöss. Oxidativ stress i vildtypsmöss inducerar vanligtvis oxidativ DNA-skada (mätt som 8-oxodG) i spermier med åldrande, men dessa skador reduceras signifikant i åldrade katalasöveruttryckande möss. Dessutom visar dessa överuttryckande möss ingen minskning av åldersberoende antal ungar per kull. Överuttryck av katalas riktat mot mitokondrier förlänger livslängden för möss.
Hos eukaryoter finns katalas vanligtvis i en cellulär organell som kallas peroxisomen. Peroxisomer i växtceller är involverade i fotorespiration (användning av syre och produktion av koldioxid) och symbiotisk kvävefixering (nedbrytning av diatomiskt kväve (N2) till reaktiva kväveatomer). Väteperoxid används som ett potent antimikrobiellt medel när celler är infekterade med en patogen. Katalaspositiva patogener, såsom Mycobacterium tuberculosis, Legionella pneumophila och Campylobacter jejuni, gör katalas för att inaktivera peroxidradikalerna, vilket gör att de kan överleva oskadda i värden.
Liksom alkoholdehydrogenas omvandlar katalas etanol till acetaldehyd, men det är osannolikt att denna reaktion är fysiologiskt signifikant.

## Klinisk betydelse och tillämpning

Väteperoxid

Katalas används inom livsmedelsindustrin för att avlägsna väteperoxid från mjölk före osttillverkning. En annan användning är i matomslag, där det förhindrar mat från att oxidera. Katalas används också inom textilindustrin och tar bort väteperoxid från tyger för att säkerställa att materialet är peroxidfritt.
En mindre användning är i kontaktlinshygien – några linsrengöringsprodukter desinficerar linsen med en väteperoxidlösning; en lösning som innehåller katalas används sedan för att sönderdela väteperoxiden innan linsen används igen.

### Bakteriell identifiering (katalastest)
Katalastestet är ett av de tre huvudsakliga testerna som används av mikrobiologer för att identifiera arter av bakterier. Om bakterierna har katalas (det vill säga är katalaspositiva) observeras syrebubblor när en liten mängd bakterieisolat tillsätts till väteperoxid. Katalastestet görs genom att placera en droppe väteperoxid på ett objektglas. En applikatorsticka rörs vid kolonin och spetsen smetas sedan ut på väteperoxiddroppen.
- Om blandningen producerar bubblor eller skum, sägs organismen vara "katalas-positiv". Stafylokocker[33] och mikrokocker[34] är katalaspositiva. Andra katalas-positiva organismer är Listeria, Corynebacterium diphtheriae, Burkholderia cepacia, Nocardia, familjen Enterobacteriaceae (Citrobacter, E. coli, Enterobacter, Klebsiella, Shigella, Yersinia, Proteus , Salmonella, P-bakterier, Salmonaco-bakterier), tuberkulos, Aspergillus, Cryptococcus och Rhodococcus equi.

- Om inte är organismen "katalasnegativ". Streptococcus[35] och Enterococcus spp. är katalasnegativa.

Även om katalastestet ensamt inte kan identifiera en viss organism, kan det underlätta identifiering när det kombineras med andra tester som antibiotikaresistens. Närvaron av katalas i bakterieceller beror på både tillväxttillståndet och mediet som används för att odla cellerna.
Kapillärrör kan också användas. Ett litet prov av bakterier samlas på änden av kapillärröret, utan att blockera röret, för att undvika falskt negativa resultat. Den motsatta änden doppas sedan i väteperoxid, som dras in i röret genom kapillärverkan och vänds upp och ner, så att bakterieprovet pekar nedåt. Handen som håller röret knackas sedan på bänken och flyttar väteperoxiden nedåt tills den nuddar bakterierna. Om det bildas bubblor vid kontakt indikerar detta ett positivt katalasresultat. Detta test kan detektera katalaspositiva bakterier i koncentrationer över cirka 105 celler/ml och är enkelt att använda.

## Interaktion
Katalas har visat sig interagera med generna ABL2 och Abl. Infektion med det murina leukemiviruset gör att katalasaktiviteten minskar i lungorna, hjärtat och njurarna hos möss. Omvänt ökade dietfiskolja katalasaktiviteten i hjärtat och njurarna hos möss.